# 查普曼冰原島峰
71°8′S 64°45′E / 71.133°S 64.750°E
查普曼冰原島峰（英語：Chapman Nunatak）是南極洲的冰原島峰，位於麥克羅伯特森地，屬於查爾斯王子山脈的一部分，處於希克斯山以東4公里，根據澳大利亞探險隊拍攝的空中照片繪入地圖，現時由南極條約體系管理。